# Lénina (Leningrádskaya, Krasnodar)
Lénina (del ruso: Ленина) es un jútor del raión de Leningrádskaya del krai de Krasnodar, en Rusia. Está situada en la orilla derecha del río Chelbas, 23 km al sur de Leningrádskaya y 124 km al norte de Krasnodar, la capital del krai. Tenía 175 habitantes en 2010.
Pertenece al municipio Novoplatnírovskoye.